# 전 사벌왕릉
전 사벌왕릉(傳 沙伐王陵)은 대한민국 경상북도 상주시 사벌국면 화달리에 있는 후사벌왕이자 상산 박씨의 시조 박언창의 무덤으로 전해지는 능이다. 1977년 12월 29일 경상북도의 기념물로 지정되었다.

## 개요
사벌국은 경상북도 상주지방에 위치하였던 삼한 소국 중의 하나로, 일명 사량벌국이라고도 한다. 『삼국사기』에 의하면 이 나라는 본래 신라에 속하여 있었으나 점해왕 때 갑자기 배반하여 백제에 귀속하였다 한다. 그러자 우로(于老)가 군대를 거느리고 이를 토벌하여 사벌주를 설치하였다.
그 뒤 신라 54대 경명왕의 여덟 왕자 중 다섯 번째 왕자인 언창이 사벌주의 대군으로 책봉되어 사벌국이라 칭하고 11년간 이 지역을 통치하였다. 그 뒤 후백제 견훤(甄萱)의 침공을 받아 929년 패망하였다.
상주지방에서는 B.C 3∼2세기 이래의 청동기 유물이 다수 출토된 곳으로 전해지고 있어 그 지리적 특수성으로 인하여 경상도의 다른 지역에 비하여 상대적으로 일찍 발달된 정치집단이 형성되었던 것으로 추정된다.

## 같이 보기
- 사벌국
- 박언창
- 상주 화달리 삼층석탑 - 보물 제117호

## 참고 문헌
- 전사벌왕릉 - 국가유산청 국가유산포털